# Lijst van Enschedeërs
Deze lijst van Enschedeërs betreft bekende personen die in de Nederlandse stad Enschede zijn geboren of hebben gewoond.

## In Enschede geboren

### A - D

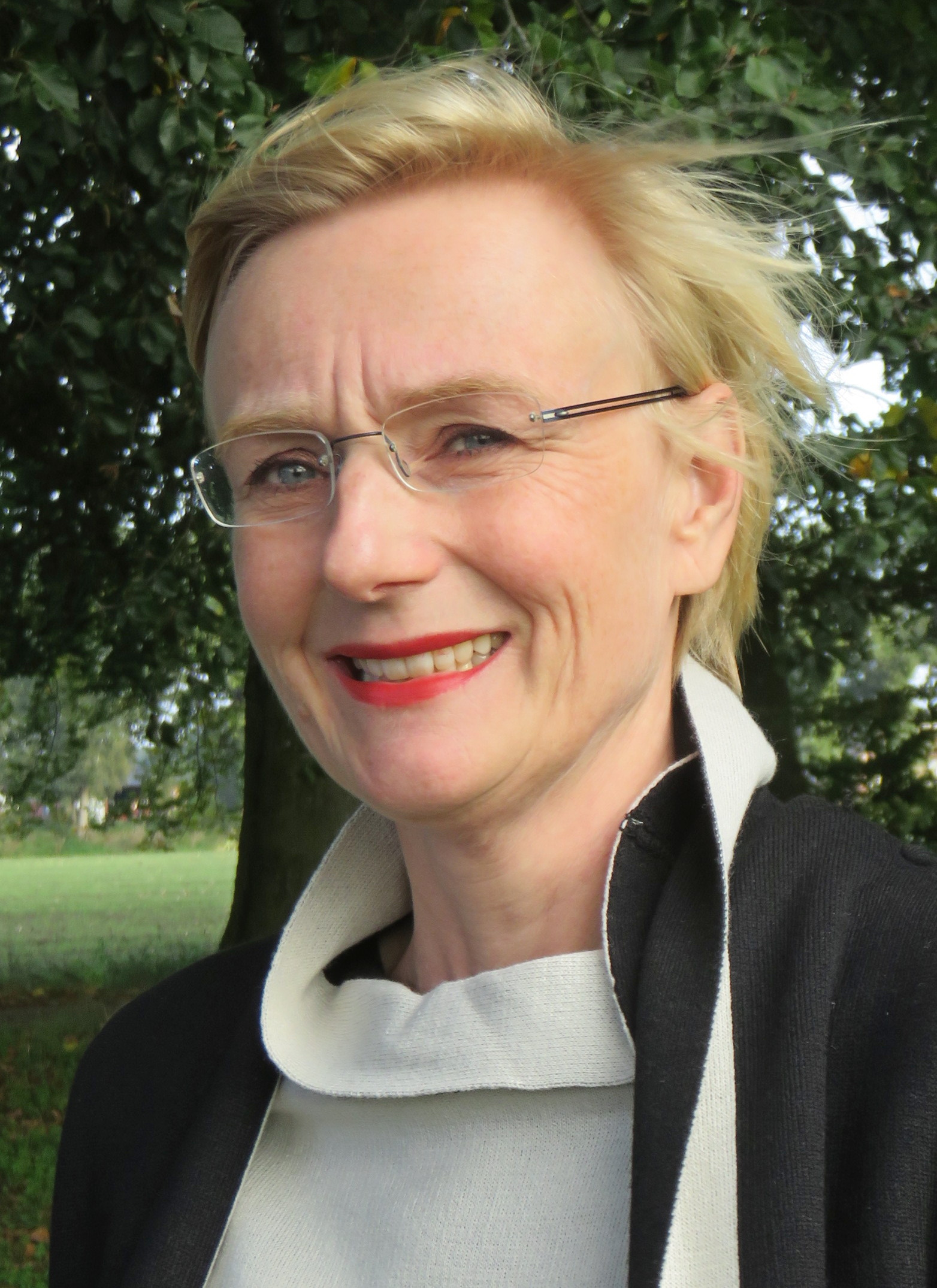
Marianne Besselink

- Hennie Ardesch (1943-2019), voetballer
- Ineke Bakker (1954), politica
- H.H. ter Balkt (1938-2015), dichter
- Harry Bannink (1929-1999), componist, arrangeur en pianist
- Loet Barnstijn (1880-1953), filmproducent
- Dais ter Beek (1936-2023), voetballer
- André van Benthem (1963), voetballer
- Marianne Besselink (1972), burgemeester van Bronckhorst
- Nino Beukert (1988), voetballer
- Carmen Bleuming (1990), voetbalster
- Christina Alida Blijdenstein (1823-1859), kunstschilderes
- Susan Blokhuis (1971), presentatrice
- Kees Boertien (1927-2002), politicus
- Tord Boontje (1968), ontwerper
- Gerrit Breteler (1954-2023), beeldend kunstenaar, zanger en tekstdichter
- Evelien Bosch (1981), presentatrice
- Han Busker (1960), vakbondsbestuurder
- Johan Buursink (1908-1993), journalist en publicist
- Merel Corduwener (1991), illustratrice
- Jan Cremer (1940-2024), schrijver en schilder
- Ton van Dalen (1946-2006), sportjournalist, bestuurder en voetbalmakelaar
- Jo Dalmolen (1912-2008), atlete
- Jacobus Joännes van Deinse (1867-1947), regionalist
- Bracha van Doesburgh (1981), model en actrice
- Willem van Dragt (1925-2002), veehouder, wethouder en locoburgemeester
- Gert-Jan Dröge (1943-2007), journalist en tv-presentator
- Jan Hendrik Dronkers (1956), topambtenaar
- Jennifer Druiventak ('Gin Dutch', 1983), rapster en zangeres
- Marina Duvekot (1967), actrice

### E - H

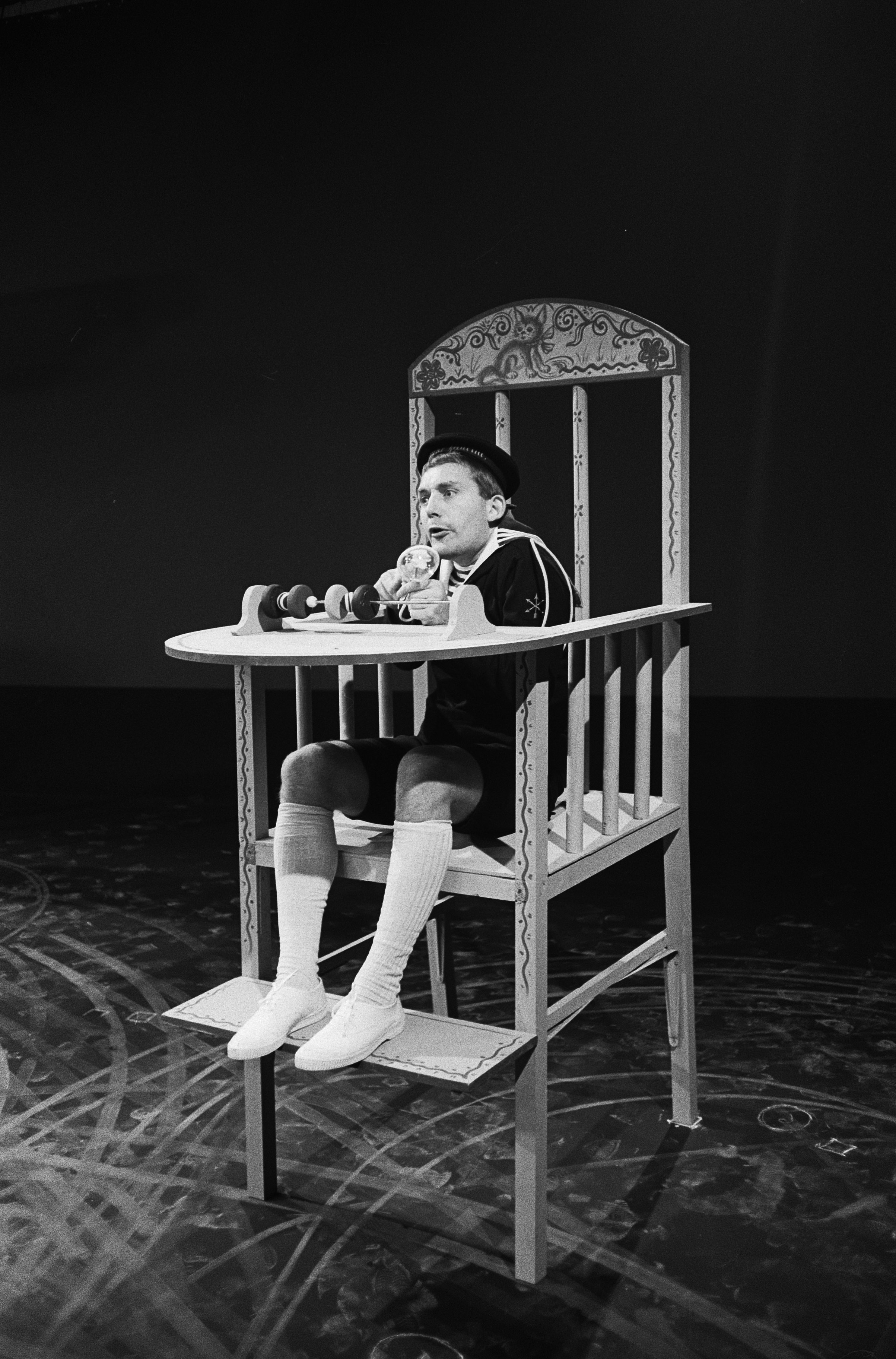
Henk Elsink (1935-2007)

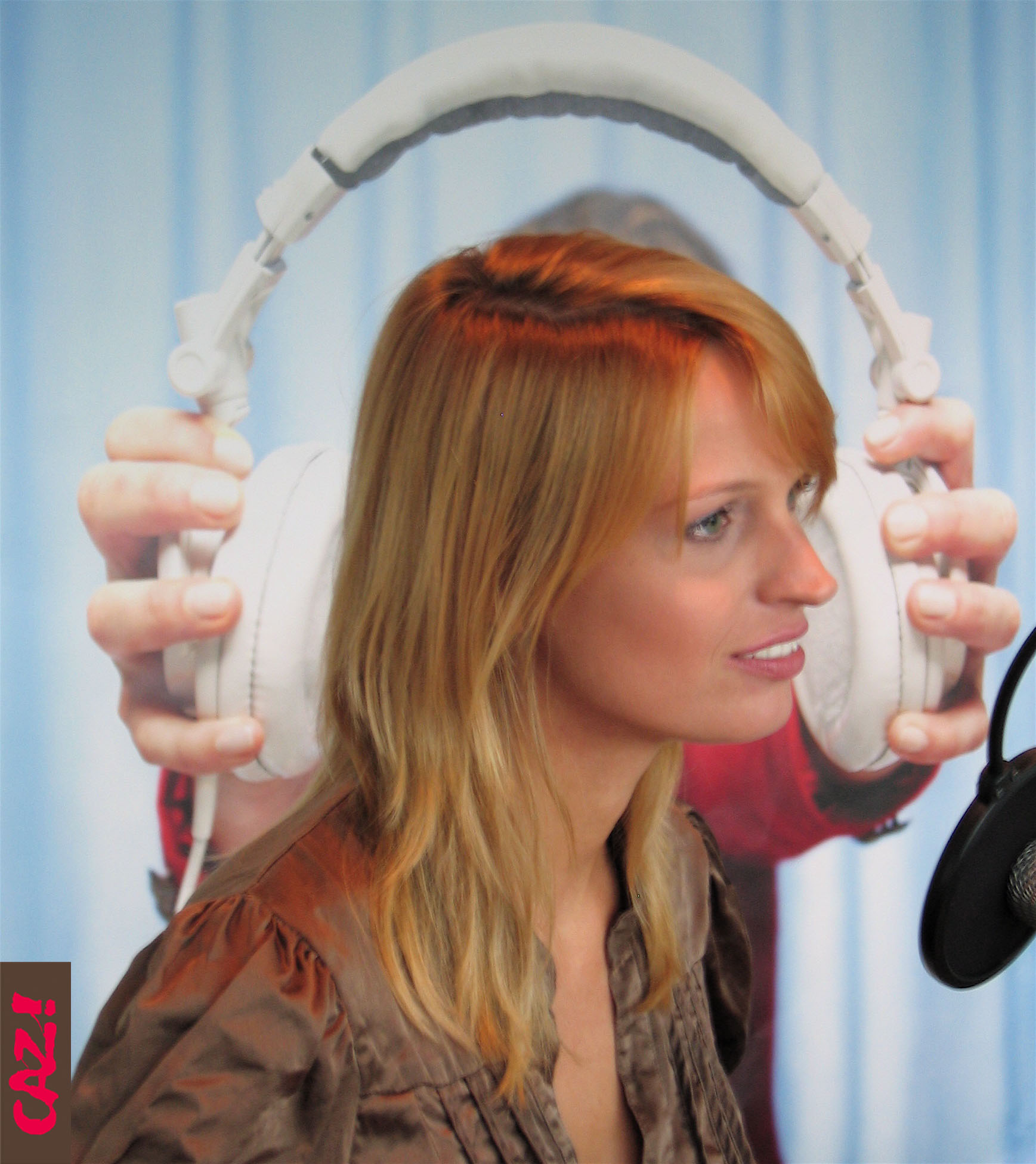
Marisa Heutink (1978)

- Diederik Ebbinge (1969), acteur en regisseur
- Harm Edens (1961), presentator
- Karim El Ahmadi (1985), Marokkaans-Nederlands voetballer
- Henk Elsink (1935-2017), cabaretier
- Enno Endt (1923-2007), Neerlandicus
- Mark Engberink (1992), voetballer
- Herman Euverink (1939-2023), politicus
- Ferdinand Fransen (1928-2021), eigenaar/directeur Arke Reizen
- Ferdinand Fransen (1959), journalist en televisiepresentator
- Nico Gerzee (1928-2024), burgemeester en gedeputeerde
- Tim Gilissen (1982), voetballer
- Paul Grijpma (1948-2022), journalist
- Eric Groeleken (1966), voetballer
- Rianne Guichelaar (1983), waterpolospeelster
- Gerrit Hagels (1942), hockeyscheidsrechter
- Hansje van Halem (1978), grafisch ontwerper en letterontwerper
- Han ter Heegde (1958), burgemeester
- Bertha Jordaan-van Heek (1876-1960), schilderes
- Petra van Heijst (1984), softbalster
- Jeroen Heubach (1974), voetballer
- Marisa Heutink (1978), radiopresentatrice
- Ismail H'Maidat (1995), voetballer
- Jasper van 't Hof (1947), jazzpianist en toetsenist
- Pieter Holstein (1934), tekenaar, kunstschilder, graficus
- Justin Hoogma (1998), voetballer
- Johannes ter Horst (1913-1944), verzetsleider
- Noor Holsboer (1967), hockeyster
- Pieter Holstein (1934), tekenaar, schilder en graficus
- Pepijn van Houwelingen (1980), Tweede Kamerlid (FvD)

### I - M

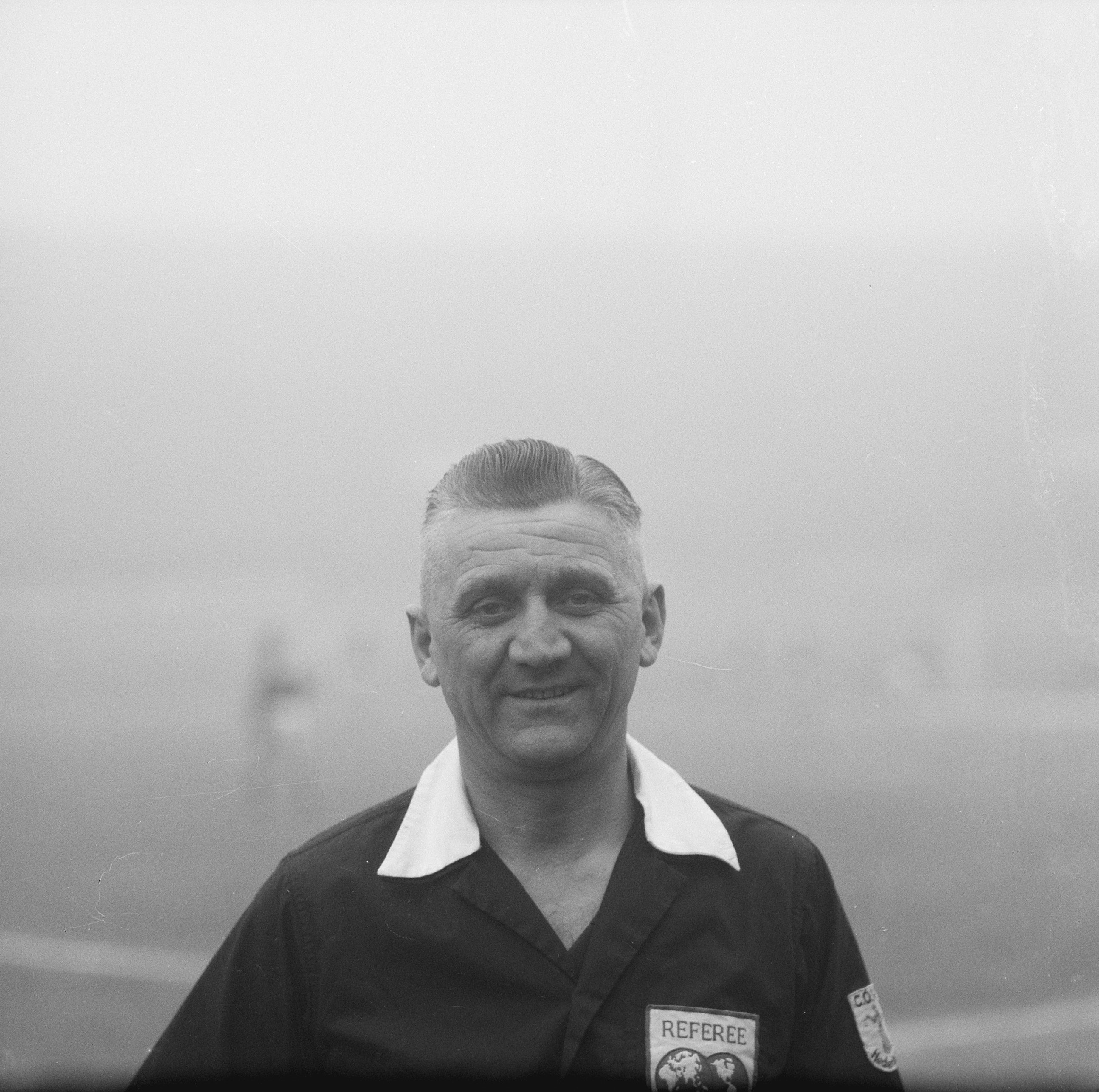
Scheidsrechter Andries van Leeuwen

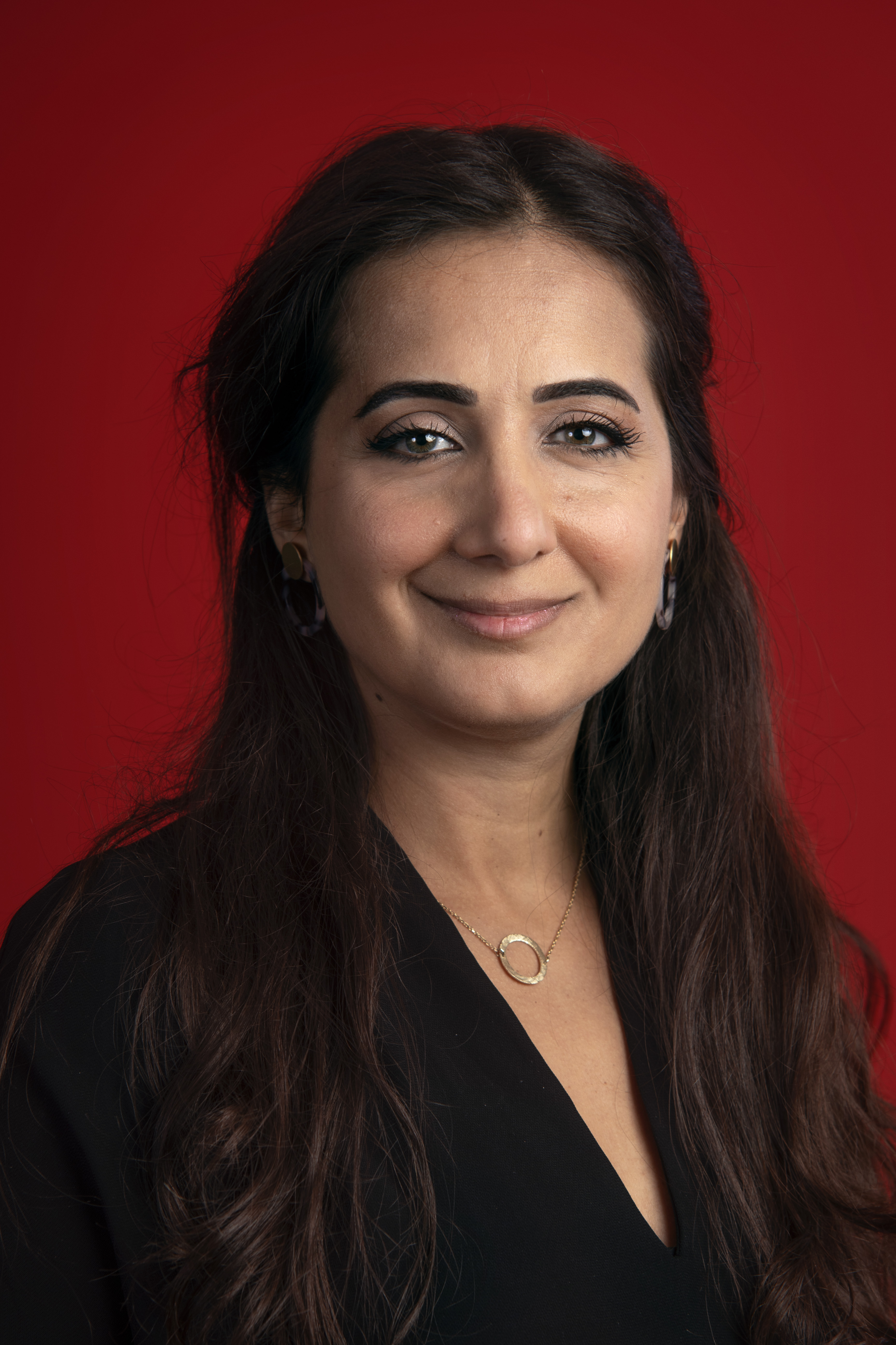
Songül Mutluer

- Gerrit Jannink (1904-1975), hockeyer
- Jan Jeuring (1947), voetballer
- Chris Jolles (1963), actrice
- Gerald van der Kaap (1959), fotograaf, beeldend kunstenaar
- Waldemar Kamer (1966), acteur
- Lody van de Kamp (1948), rabbijn, schrijver, zakenman en politicus
- Henk Kesler (1949), advocaat en directeur betaald voetbal KNVB
- Marieke de Kleine (1980), actrice
- Rachel Kleine (2001), voetbalster
- Rudy Klomp (1941), schilder, tekenaar
- Jacqueline Knol (1977), softbalster
- Jopie Knol (1926-2022), politica
- Gerrit Jan Kok (1960), politicus
- Henk Kronenberg (1934-2020), rooms-katholiek bisschop van Bougainville in Papoea-Nieuw-Guinea
- Maria Geertruid ter Kuile (1891-1965), schilderes
- Wilma Landkroon (1957), volkszangeres
- Judith de Leeuw (1936-2025), discjockey
- Andries van Leeuwen (1914-1985), voetbalscheidsrechter
- Floor van Liemt (1997-2021), columniste en schrijfster
- Hetty Luiten (1950-2013), romanschrijfster en columniste
- Maurice Luttikhuis (1963), muzikaal leider/musicaldirigent
- Anne van der Meiden (1929-2021), theoloog en communicatiewetenschapper
- Marilyn Mills (1903-1956), Amerikaans (genaturaliseerd) filmactrice
- Jorien ter Mors (1989), schaatsster
- Marcel Möring (1957), schrijver
- Edgar Mulder (1961), politicus
- Anneloes Mullink (1991), presentatrice
- Joop Munsterman (1951), sportbestuurder en topfunctionaris, voormalig voorzitter FC Twente (2004-2015)
- Songül Mutluer (1979), politica

### N - S

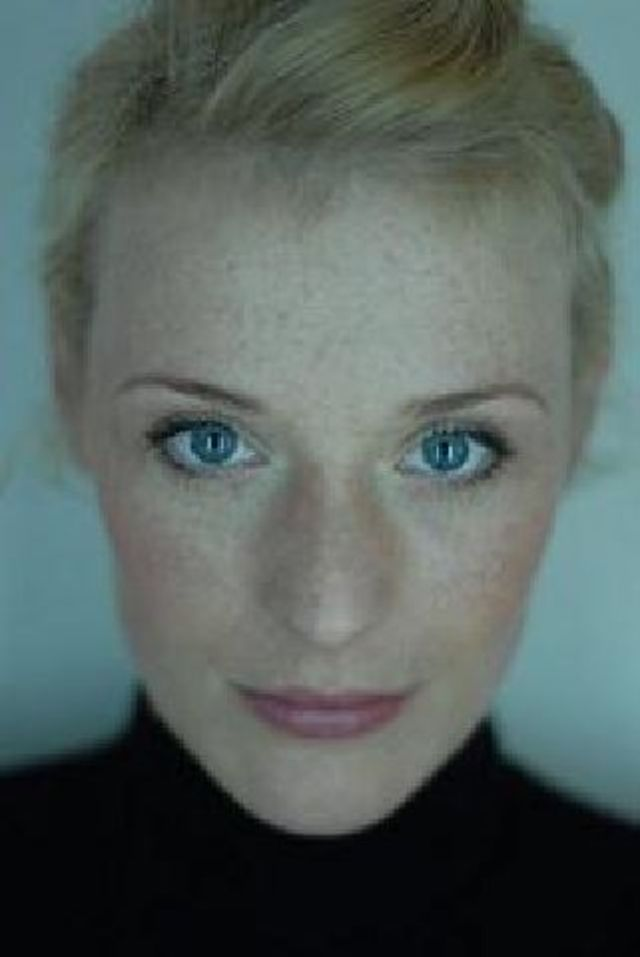
Actrice Manon Novak (* 1981)

- Eduard Niermans (1859-1928), Frans-Nederlands architect uit de Belle époque
- Alfred Nijhuis (1966), voetballer
- Bas Nijhuis (1977), voetbalscheidsrechter
- Christien Nijland (1937), beeldhouwer, medailleur
- Lucie Nijland (1944-2019), beeldhouwer
- Manon Novak (1981), actrice en musicalster
- John Oude Wesselink (1950), voetballer
- Eddie Pasveer (1956), voetballer
- Remko Pasveer (1983), voetballer
- Claudia Patacca (1965), klassiek sopraan
- Ella Peddemors (2002), voetbalster
- Rik Platvoet (1975), voetballer
- Paul Polman (1956), bestuursvoorzitter Unilever
- Jente Posthuma (1974), journaliste en schrijfster
- Johan Reekers (1957), paralympisch sportman
- Rob Reekers (1966), voetballer
- Gerard van het Reve sr. (1892-1975), communist, journalist en (kinderboeken)schrijver
- Dounia Rijkschroeff (1990), model en tv-presentatrice
- Mense Ruiter (1908-1993), orgelmaker
- Bert Schierbeek (Glanerbrug 1918-1996), schrijver
- Jaap Scholten (1963), schrijver
- Mini Scholten (1905-1997), schrijfster
- Peter Scholten (1954), documentairemaker
- Dennis Schouten (1995), verslaggever
- Bart Slegers (1964), acteur
- Tim Sluiter (1989), golfer
- Ernst Daniël Smid (1953), zanger
- Anouk Smulders (1974), fotomodel
- Jeroen Spaans (1973), roeier
- Gaston Sporre (1945-2022), sportbestuurder en functionaris
- Elly van Stekelenburg (1901-1984), actrice

### T - Z
- Tino Tabak (1946), wielrenner

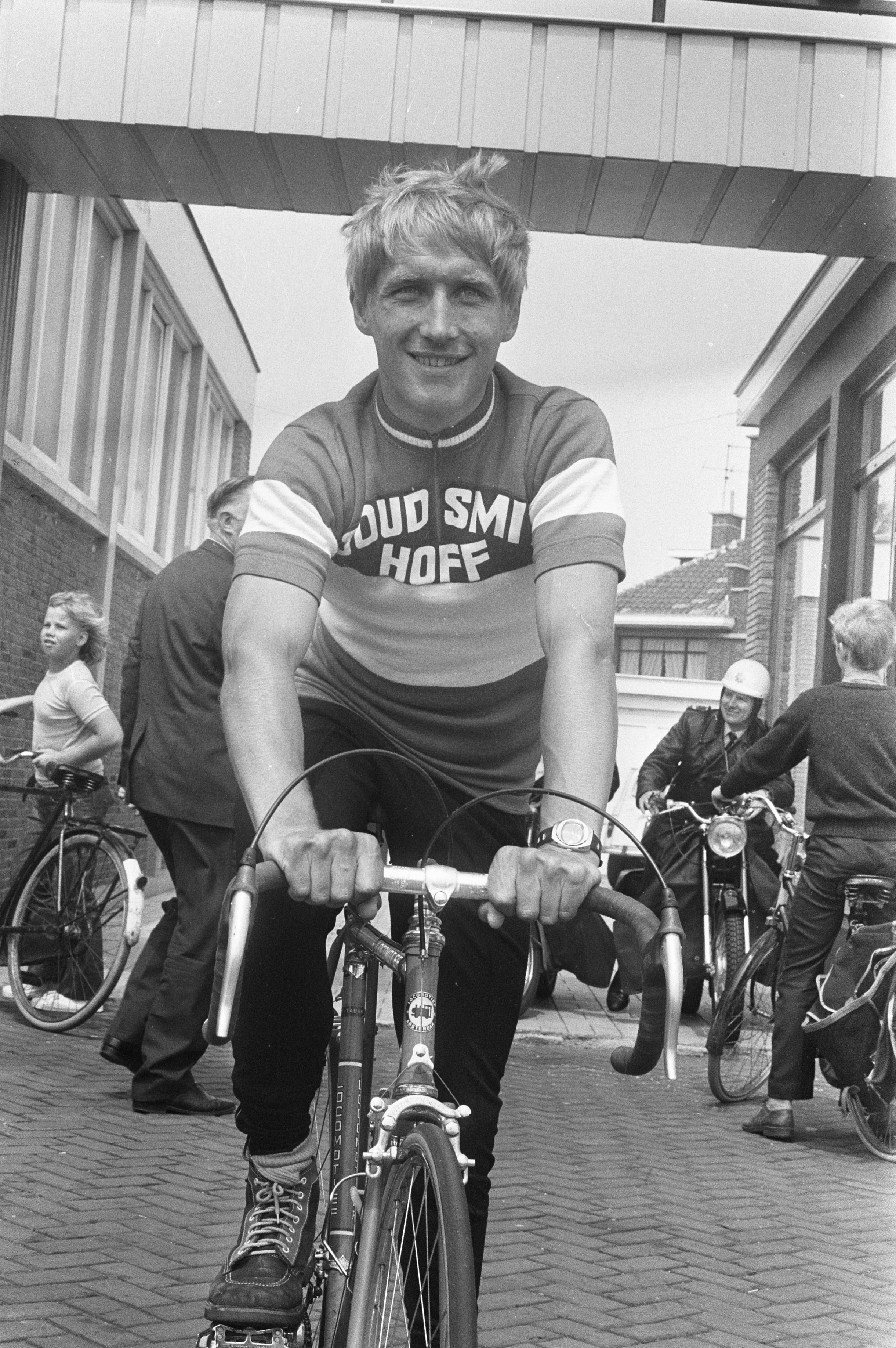
Wielrenner Tino Tabak

- Gerard Tebroke (1949-1995), atleet
- Sandra Timmerman (1963-2021), zangeres en theatermaakster
- Maarten Tip (1971), tv-sportverslaggever
- Hans Trentelman (1953), acteur, regisseur
- Jaap Uilenberg (1950), voetbalscheidsrechter
- Ellen Verbeek (1958), journalist
- Klaas Verschuure (1973), politicus
- Marije Vogelzang (1978), ontwerper
- Larry ten Voorde (1996), autocoureur
- Linda Voortman (1979), politica
- Britt Vonk (1991), softbalster
- Willem de Vries (1942), voetballer
- Caroline Wensink (1984), volleybalster
- Wilma Westenberg (1994), blogger, Youtuber en haakspecialiste
- Sander Westerveld (1974), voetballer
- Marian Wigger (1954), ontwerper
- Marleen Wissink (1969), voetbalster, recordhoudster interlands Nederlands elftal
- Mark Wotte (1960), voetballer, voetbaltrainer en -bestuurder
- Willem Wilmink (1936-2003), dichter en schrijver
- Lotte van der Zee (1999-2019), model
- Herman Arnold Zwijnenberg (1889-1964), veearts en politicus

## Met Enschede verbonden

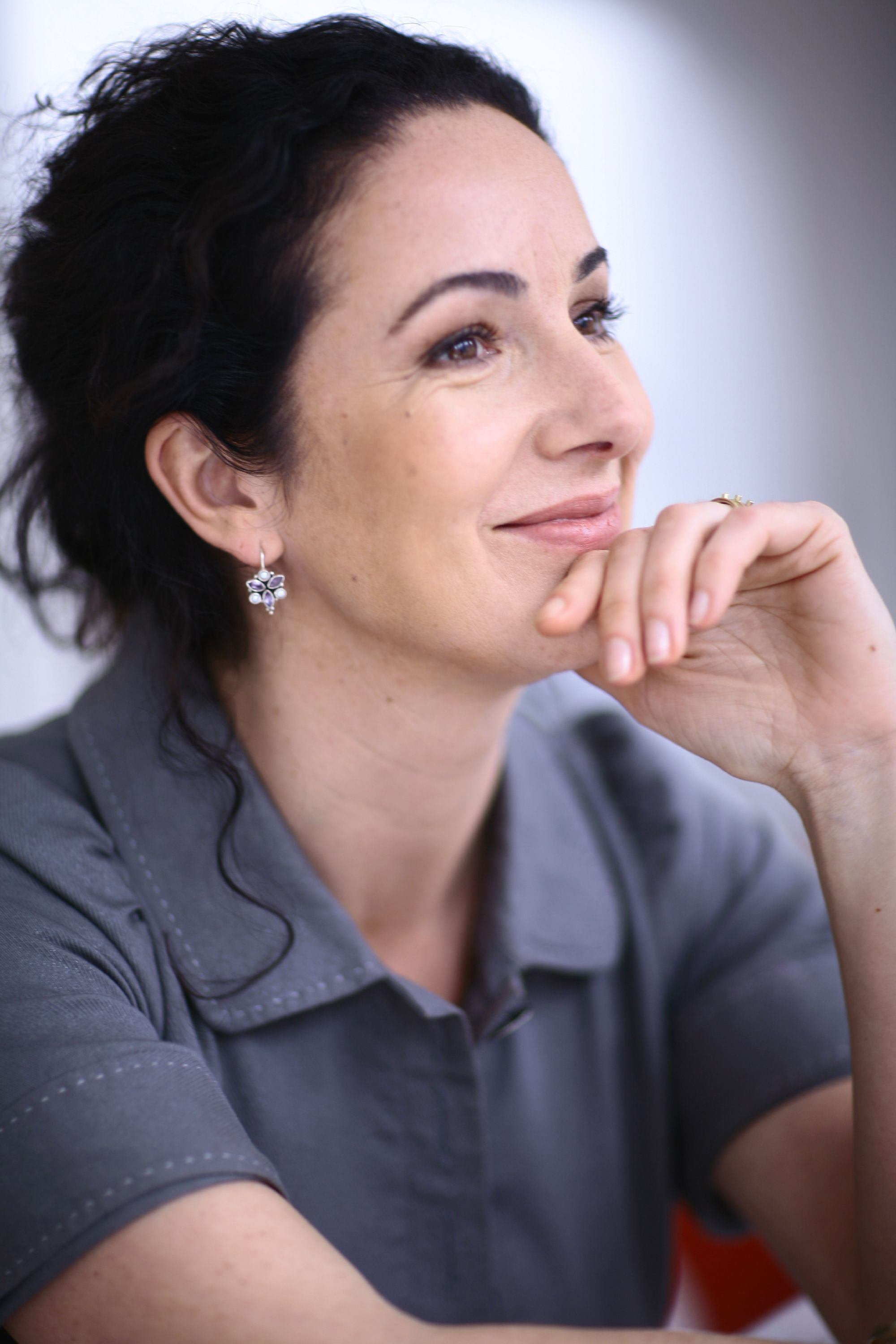
Politica Femke Halsema

- Alfons Ariëns (1860-1928), priester en grondlegger van de katholieke arbeidersbeweging
- Adje van den Berg (1954), muzikant en kunstenaar
- Ernst von Bönninghausen (1900-1973), jonkheer, jurist en nationaalsocialistisch politicus
- Willem Brakman (1922-2008), schrijver en bedrijfsarts
- Sharon Dijksma (1971), politica
- Epi Drost (1945-1995), voetballer en voetbaltrainer
- Özkan Gölpinar (1968), schrijver, journalist
- Femke Halsema (1966), politica
- Frans Hartman (1939-2015), ondernemer en voetbalbestuurder
- Marijke van Hees (1961), politica
- Astrid Heijstee-Bolt (1970), politica
- Wim Izaks (1950-1989), kunstschilder
- Marti ten Kate (1958), atleet
- Gé Madern (1921-2004), decorontwerper en -bouwer
- Youri Mulder (1969), voetballer en voetbalanalist
- Jet van Oijen (1914-1983), verzetsstrijder
- Pibo Ovittius (1542-1618), in 1598 benoemd als eerste protestantse predikant te Enschede
- Winnie Sorgdrager (1948), juriste en politica
- Paul Tornado (1951), punkartiest en kunstenaar
- Meine van Veen (1893-1970), burgemeester
- Harry de Vlugt (1947-2016), voetballer
- Maya Wildevuur (1944-2023), kunstschilder
- BangBang (1964), rapper, bekend van duo Kubus & BangBang

Alkmaar · 
Almelo ·
Almere · 
Alphen-Chaam · 
Alphen aan den Rijn ·
Amersfoort · 
Amstelveen · 
Amsterdam · 
Apeldoorn · 
Arnhem · 
Assen ·
Baarn · 
Bergen op Zoom · 
Bilthoven · 
Bolsward · 
Boxtel · 
Breda · 
Bredevoort · 
Brunssum · 
Bussum · 
Delft ·
Den Haag ·
Den Helder · 
Deurne · 
Deventer · 
Doetinchem ·
Dokkum · 
Dordrecht · 
Drachten · 
Ede · 
Eindhoven · 
Emmen · 
Enschede · 
Franeker · 
Geleen · 
Gouda · 
Groenlo ·
Groningen · 
Haarlem · 
Harlingen ·  
Heemstede · 
Heerenveen · 
Heerlen · 
Helmond · 
Hengelo · 
's-Hertogenbosch · 
Hilversum · 
Hoogeveen · 
Hoorn · 
Horst ·
Kampen · 
Kerkrade · 
Leerdam · 
Leeuwarden · 
Leiden · 
Lelystad · 
Maastricht · 
Meppel ·  
Middelburg  ·
Nijkerk · 
Nijmegen · 
Oldenzaal · 
Ommen · 
Oss · 
Rijswijk (Zuid-Holland) · 
Roosendaal · 
Rotterdam · 
Schiedam · 
Sittard · 
Sittard-Geleen · 
Sneek · 
Soest · 
Stadskanaal · 
Tegelen · 
Tiel · 
Tilburg · 
Urk · 
Utrecht · 
Veenendaal · 
Veghel · 
Venlo · 
Venray · 
Vlaardingen · 
Vlissingen · 
Wageningen · 
Warnsveld · 
Weert · 
Winschoten · 
Woerden · 
Zeist · 
Zierikzee · 
Zoetermeer · 
Zutphen · 
Zwolle